# Alternanthera

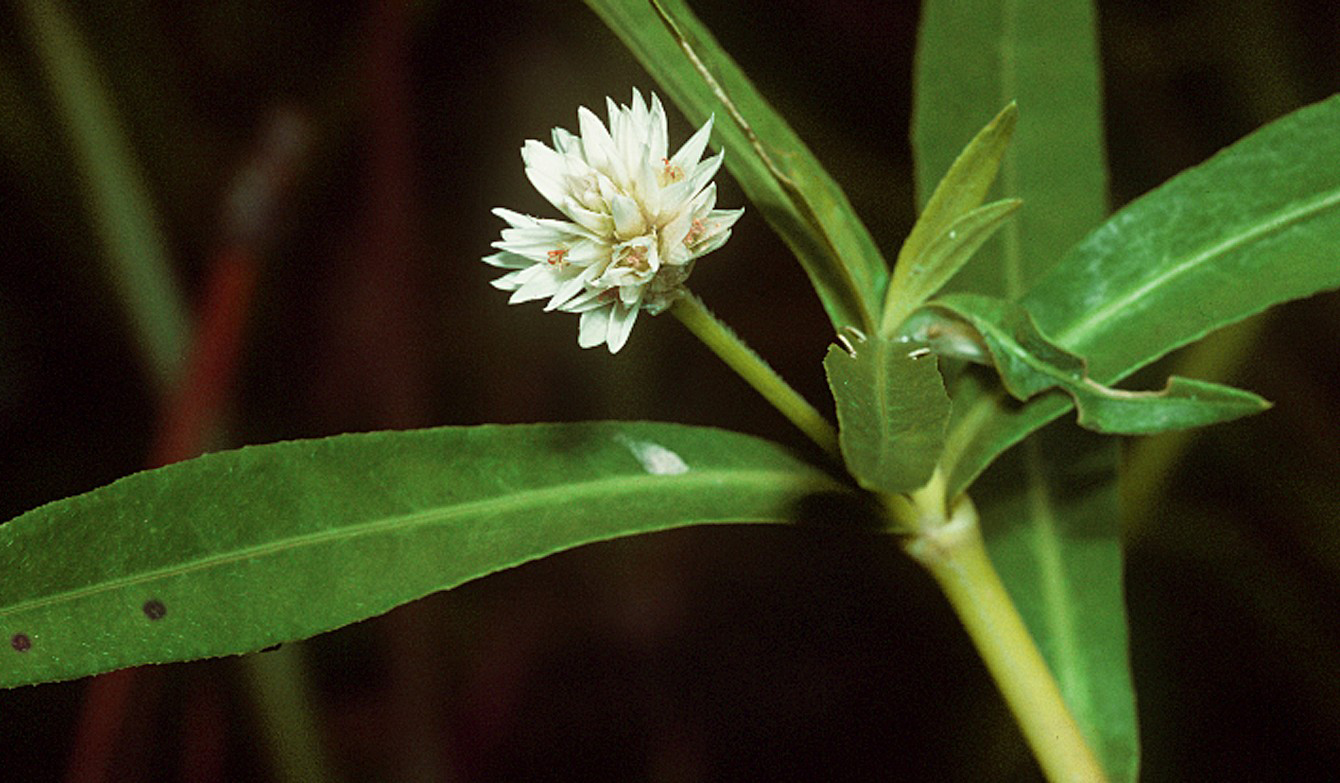
Alternanthera philoxeroides.

Alternanthera es un género de  plantas herbáceas de la familia Amaranthaceae. Es un género muy difundido con una distribución cosmopolita.  Comprende 300 especies descritas y de estas, solo 137 aceptadas.

## Descripción
Varias especies son plantas acuáticas en sus hábitos, pero la mayoría son plantas que prenden por estolones, algunas veces usado como cubierta vegetal. Las hojas son simples y verticiladas. Las flores son pequeñas, blancas o amarillas.
Alternanthera philoxeroides, una especie nativa de Sudamérica forma densas colonias en canales, charcas, corrientes y diques de irrigación que pueden alcanzar los 15 metros de ancho. Es considerada una planta invasora nociva que está siendo combatida con medios biológicos con Agasicles hygrophila, Amynothrips andersoni y Vogtia malloi. Donde fallan los controles mecánicos y químicos. 
Hay solamente unas pocas especies acuáticas en el género Alternanthera adecuadas para el uso en acuarios ya que son muy difíciles de mantener por su sensibilidad a ciertos parámetros de luz, agua y fertilizantes. Entre las especies de acuarios se encuentran  A. bettzichiana, A. reineckii, A. reineckii var. lilacina, A. reineckii var. roseafolia, A. reineckii var. rubra, y A. sessilis, que es semi acuática.

## Taxonomía
El género fue descrito por Peter Forsskål y publicado en Flora Aegyptiaco-Arabica 28, 59. 1775. La especie tipo es: Alternanthera achyranthes Forssk. 
Etimología
Althernanthera:  nombre genérico que deriva del latín alternans, que significa "alternando" y anthera, que significa "antera", haciendo referencia a la estructura floral, en la que los estambres con antera alternan con estaminodios sin antera.

## Especies seleccionadas
- Alternanthera achyranthes (Forssk.
- Alternanthera adscendens (Suess.
- Alternanthera amoena (Voss ex K.Heyne)
- Alternanthera aphylla (Glaz.
- Alternanthera brasiliana (L.) Kuntze
- Alternanthera caracasana Kunth
- Alternanthera chacoensis Morong ex Morong & Britton
- Alternanthera coriacea Herzog
- Alternanthera crucis Bold.
- Alternanthera dentata R.E.Fr.
- Alternanthera echinocephala (Hook.f.) Christoph.
- Alternanthera flavescens Kunth
- Alternanthera flavogrisea Urb.
- Alternanthera hassleriana Chodat
- Alternanthera littoralis P.Beauv.
- Alternanthera manabensis Urb.
- Alternanthera maritima (Mart.) A.St.-Hil.
- Alternanthera nodiflora R.Br.
- Alternanthera paronychioides A.St.-Hil.
- Alternanthera philoxeroides (Mart.) Griseb.
- Alternanthera pungens Kunth
- Alternanthera reineckii Briq.
- Alternanthera rosea Uline & W.L.Bray
- Alternanthera rufa D.Dietr.
- Alternanthera sessilis (L.) DC.
- Alternanthera tenella Colla
- Alternanthera versicolor R.Br.